# Xagamba
Xagamba (Shagamba) és un jaciment arqueològic d'Egipte a 6 km al nord-oest de Bilbeis, a la zona del Delta, excavat per Petrie el 1906, i per Snape i Tyldesley de la universitat de Liverpool el 1983, on s'han trobat alguns objectes antics i les restes d'una graners. El jaciment està cobert per la tomba d'un xeic i per un cementiri modern. L'excavació va continuar a principis del 1985 amb S. R. Snape, amb un equip que també va excavar a Geziret i El-Suwa.